# To klama vgike ap' ton paradiso
To klama vgike ap' ton paradiso (Το κλάμα βγήκε απ' τον παράδεισο, "el crit va venir del cel"), comercialitzada en anglès com Crying Silicon Tears és una pel·lícula grega del 2001 dirigida per Thanasis Papathanasiou i Michalis Reppas.

## Argument
La pel·lícula es divideix en tres línies de temps, la dècada de 1960, el període de la Segona Guerra Mundial i el període bucòlic (en ordre del més recent al més antic). A la dècada de 1960, la rica família Della Franca va iniciar una baralla amb la pobra família Bisbikis per un home que va romandre amb dones d'ambdues famílies. Els Della Franca aconsegueixen deixar fora del negoci la mare de Bisbikis, Lavrentia, la qual cosa desencadena el flashback de la Segona Guerra Mundial, en què Lavrentia va treballar amb la Resistència grega. En aquest període, un altre esdeveniment desencadena el període bucòlic en forma de Lavrentia parlant dels seus avantpassats, un home i una dona que vivien en un petit poble del camp. No existeix una trama principal clara en cap període, ja que la pel·lícula gira principalment al voltant de la història de Lavrentia i els tràgics esdeveniments que van tacar la seva vida. Al final de la pel·lícula, es revela que els Bisbikis estan relacionats amb la sang dels Della Franca, i tots viuen feliços per sempre.
Tot i que la pel·lícula presenta sobretot esdeveniments tràgics, es presenten d'una manera que ret homenatge, però també satiritza, els drames grecs antics, les pel·lícules de guerra i les pel·lícules d'estil bucòlic.

## Repartiment
- Anna Panayiotopoulou com a Lavrentia Bisbiki
- Mirka Papakonstantinou com a Tzella Della Franca
- Mina Adamaki com Billio
- Mimis Chrisomalis com a Parnassos
- Joys Evidi com a Jenny Della Franca
- Sofia Filippidou com a Sirmo
- Tasos Halkias com el Sr. Baras
- Antonis Kafetzopoulos com a contacte
- Trifon Karatzas com el Sr. Della Franca
- Krateros Katsoulis com a metge
- Maria Kavoyianni com a Martha
- Vladimiros Kiriakidis com a soldat alemany 1
- Kostas Koklas com a soldat alemany 2
- Ketty Konstadinou com a amiga de Jenny
- Anna Kyriakou com a Sra. Baras
- Renia Louizidou com a convidada 1
- Nena Menti com a convidada 2
- Yorgos Partsalakis com a general de l'exèrcit grec
- Michalis Reppas com a Yiakoumis
- Hristos Simardanis com a Denis
- Thodoros Siriotis com a jutge
- Mary Stavrakeli com a Zabeta
- Christos Valavanidis com a Heinrich Von Snitchell
- Yannis Zouganelis com a Kavouras